# Raymond de La Rocque
Raymond de La Rocque, né à Yssingeaux, Haute-Loire, le 13 août 1841 et mort à Paris le 31 décembre 1926, est un général et militant catholique français. Il est le père du colonel de La Rocque, leader politique de l'entre-deux-guerres. 

## Biographie
Jean-Pierre-Raymond de La Rocque est le fils de Jeanne-Ernestine Denier-Malroux et de Jean-Pierre-Eugène « Édouard », comte de La Rocque de Sévérac (1801-1871), magistrat légitimiste, alors juge d'instruction. Malgré le titre comtal de son père, Raymond portera longtemps celui de baron, peut-être en faveur de son frère aîné Félix (1836-1909).
Tout d'abord élève au collège du Puy et au lycée de Lyon, Raymond de La Rocque effectue ses études à l’École polytechnique avant d'entrer, avec le grade de sous-lieutenant, à l’École d'application de Metz le 1er octobre 1863. Du 20 décembre 1865 au 30 septembre 1895, il sert dans l'artillerie de marine, s'élevant progressivement aux grades de lieutenant (1865), capitaine (1870), chef d'escadron (1879), lieutenant-colonel (1883), colonel (1888) et général de brigade (1893). Titulaire de la Légion d'honneur depuis 1876, il est promu commandeur de cet ordre en 1895.
Le 27 juillet 1872, le capitaine Raymond de La Rocque épouse Anne-Clémence-Marie-Adèle Sollier (1850-1920). Le couple aura neuf enfants, dont :
- Raymond de La Rocque (1875-1915), tué à Neuville-Saint-Vaast lors de la bataille de l'Artois ;
- Pierre de La Rocque (1880-1954), président de la section versaillaise[4] puis de la section belge de l'Action française, puis secrétaire du comte de Paris ; il en démissionne en 1934 lorsque le Comte de Paris dont il devient le secrétaire, affiche sa divergence avec Maurras: après le 6 février 1934, Henri de France écrit dans le Courrier Royal que « la monarchie n’est pas un parti », se démarquant ainsi de l'Action Française. Pierre s’inscrira dans cette ligne politique.
- François de La Rocque (1885-1946), President des Croix-de-Feu puis du Parti social français ; il s’inscrit quant à lui dans une ligne politique opposée à celle de l’Action Française.
- Édouard de La Rocque (1897-1975), président de la section béthunoise de l'Action française[4]. Le Pape Pie XI ayant condamné l’Action Française et toutes ses activités cette année là, il en démissionna. Il vit d’une activité de conseil auprès de milieux industriels. Il renouera des liens avec son frère François à partir de 1940, dans le cadre des activités démultipliées des Artisans du Devoir Patriotique (A.D.P), vaste organisation sociale de soutien aux populations sinistrées par la guerre.

Après avoir déjà travaillé au ministère de la Marine, où il avait été chargé de diriger la publication du Mémorial de l'artillerie de marine, Raymond de La Rocque y est nommé directeur de l'artillerie de marine le 18 juin 1890. Revendiquant sa légitimité technique, ce militaire tolère difficilement les empiètements des autorités civiles. Ainsi, le 28 janvier 1893, à la chambre des députés, alors qu'il assiste son ministre en tant que commissaire de gouvernement à l'occasion de la discussion du budget de la marine, il se réclame de son expertise incontestée en matière de balistique: il répond avec une certaine aigreur aux critiques de Georges Clemenceau. Surtout, il en est très mauvais termes avec Édouard Lockroy, ministre de la Marine en 1895-1896.
Fin juin 1898, quand Lockroy récupère son ministère, La Rocque demande sa mise à la retraite, qui lui est d'abord refusée. Elle ne lui est finalement accordée que l'année suivante, en juin 1899, et elle n'est pas assortie de l'habituel versement dans la réserve, ce qui constitue clairement une sanction. De plus, il est mis aux arrêts de rigueur « pour son attitude indisciplinée » après avoir adressé directement, au mépris de la voie hiérarchique, un télégramme de protestation au président de la République. Cette querelle technico-politique (si Clemenceau lui dit : »Vous ne vous rendez pas compte de la portée que peuvent avoir certaines paroles », il ajoute : » Vous êtes un homme parfaitement droit et loyal »), laissera des traces.
Quelques mois après sa mise à la retraite, La Rocque rejoint le Comité Justice-Égalité, une organisation politique cléricale fondée en 1896 par les religieux assomptionnistes de La Croix. Au printemps 1900, le pape Léon XIII ayant ordonné aux assomptionnistes d'abandonner leurs activités militantes, la direction du comité est laïcisée. C'est à cette occasion que La Rocque, avec le soutien de Albert de Mun, prend la présidence de l'organisation. Le secrétaire général, l'avocat Louis Laya, reste néanmoins pendant plusieurs mois le véritable chef du comité. Résolument conservateur mais relativement modéré, refusant aussi bien les diatribes antisémites ou antiprotestantes que les appels à l'action violente, La Rocque s'oppose à Laya, qui démissionne dès l'automne, et suscite des critiques au sein de l'organisation. Cette dernière entre en sommeil après 1901 et semble avoir disparu définitivement en 1904.
En 1905, le général en retraite obtient sa nomination, en cas de mobilisation, au poste d'adjoint au commandant de l'artillerie du camp retranché de Paris. Cependant, son âge (presque 73 ans) lors du déclenchement de la Première Guerre mondiale ne lui permettra pas de prendre ces fonctions en août 1914.
Le 31 décembre 1926, Raymond de La Rocque meurt en son domicile du no 270 de la rue de Vaugirard, dans sa 86e année. Le 3 janvier, après des obsèques célébrées en l'église Saint-Lambert de Vaugirard, il est inhumé au cimetière Notre-Dame de Versailles.